# Mysteria darwini
Mysteria darwini là một loài bọ cánh cứng trong họ Cerambycidae.